# Charlotte von Einem
Marie Dorothee Charlotte von Einem verheiratete Emminghaus (* 18. Oktober 1756 in Kirchweyhe; † 7. November 1833 in Gotha) war eine deutsche Schriftstellerin und Muse des Göttinger Hainbunds, wo sie als „das kleine Entzücken“ bekannt war. Für die Literaturwissenschaft ist auch ihre fragmentarische Lebensbeschreibung Jugendgeschichte von Bedeutung, die Charlotte von Einem von 1824 bis 1826 verfasste.

## Leben

### Herkunft

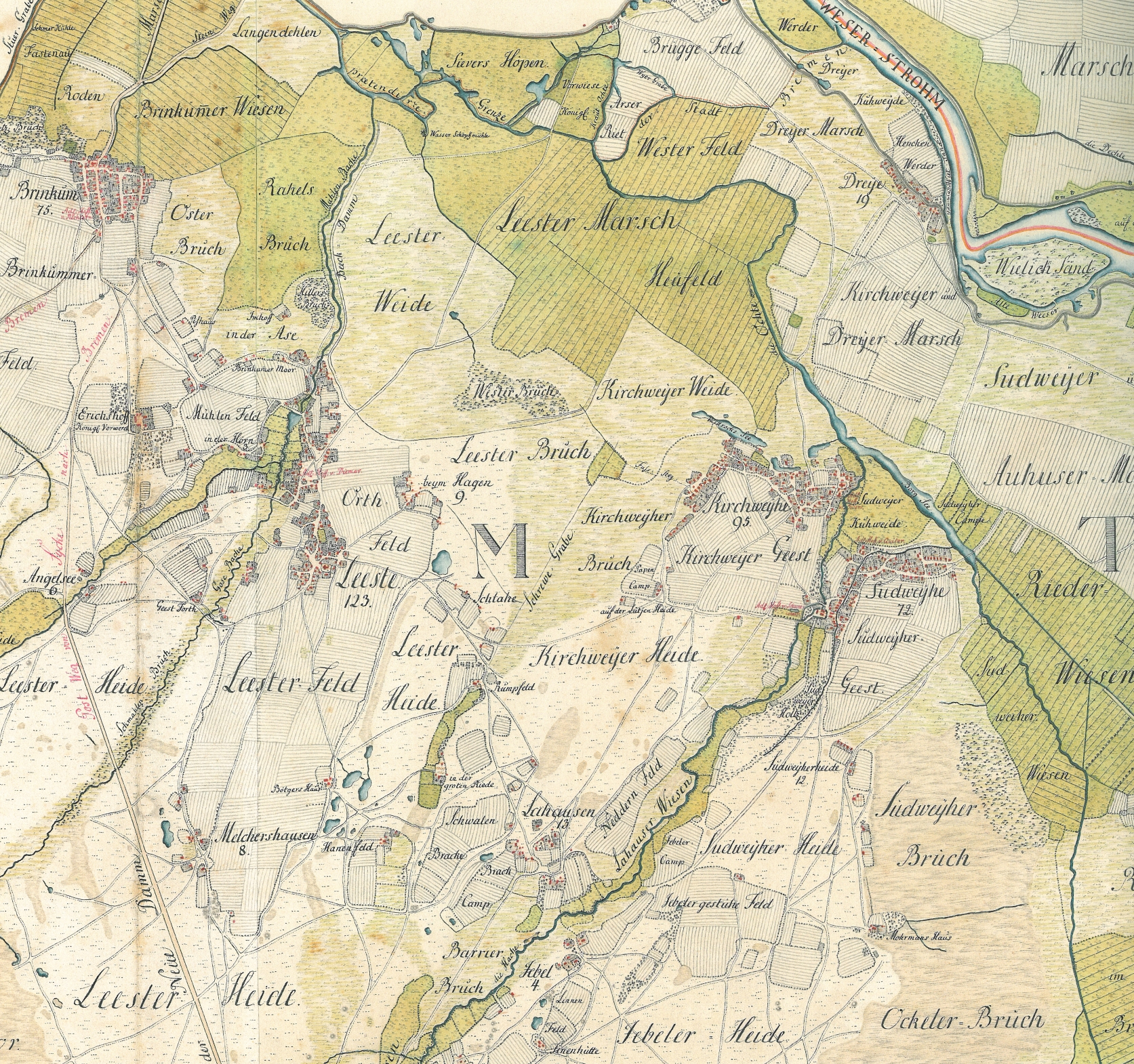
Weyhe 1773

Charlotte von Einem wurde als Tochter des Hauslehrers und ab 1759 Konrektors der Hannoversch Mündener Ratsschule Johann Conrad von Einem und der Sophie Elisabeth Bauermeister in Kirchweyhe in der Grafschaft Hoja geboren. Die von Einem waren ein altes Patriziergeschlecht, das erstmals 1284 in Einbeck erwähnt wurde. Die Familie entstammte dem Stadtadel Einbecks und erbaute unter anderem das Augustinerkloster Einbeck. Im Dorf Einem besaß es zahlreiche Lehngüter, die noch Charlotte von Einems Vater Jahreseinnahmen von bis zu 100 Talern einbrachten.

### Kindheit
Charlotte von Einem wuchs bei ihrem Großvater mütterlicherseits Gabriel Julius Bau(e)rmeister, dem Pfarrer der Felicianus-Kirche Kirchweyhes, und nach dessen Tod 1762 bei ihrer strengen Großmutter Maria Theresia Renner (1711–1770) auf und erhielt eine religiöse Erziehung. Die Mutter verließ Charlotte von Einem 1762 und starb sechs Jahre später. In Bremen lernte Charlotte von Einem 1762 ihren Großonkel Caspar Friedrich Renner kennen, der als Verwaltungsjurist am St. Petri Dom tätig war, sich aber auch als Dichter einen Namen gemacht hatte. In seinem Haus kam sie mit Damen von Adel in Kontakt und wurde im Gesang unterrichtet. Ihr Onkel, der Pastor Johann Gabriel Bauermeister (1741–1813), führte Charlotte von Einem an die zeitgenössische Literatur heran, sodass sie bald die Werke Christian Fürchtegott Gellerts, Opern von Christian Felix Weiße oder den Don Quijote von Miguel de Cervantes in der deutschen Übersetzung (1767) las. Von Einem begann zudem, Zeitungen wie den Hamburgischen Unparteiischen Correspondent zu lesen.

### Muse des Göttinger Hainbunds

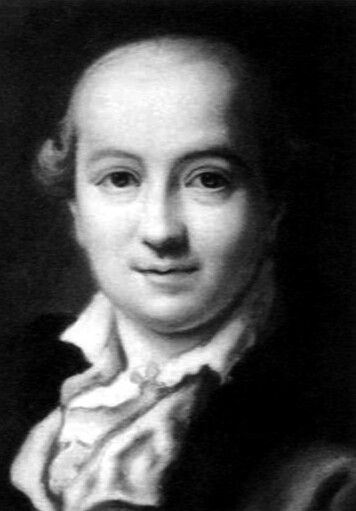
Heinrich Christian Boie

Im Jahr 1770 verstarb ihre Großmutter und Charlotte von Einem ging mit ihrem Vater über Göttingen, wo sie nach eigener Aussage mit Johann Friedrich Blumenbach bekannt wurde, nach Münden. In Kassel lernte sie Rudolf Erich Raspe kennen und wurde Adolph von Knigge vorgestellt. Mit Adam Christian Gaspari stand Charlotte von Einem im Briefwechsel und lernte ihn 1772 auch persönlich kennen. Ab 1775 begann Charlotte von Einem zudem einen Briefwechsel mit Heinrich Christian Boie und dessen Frau Luise Mejer, mit denen sie seit 1773 befreundet war.
Sie hatte sowohl die Familie Boie als auch den Verleger Johann Christian Dieterich bei einem zweiten Besuch in Göttingen kennengelernt, den sie 1773 mit ihrem Vater unternommen hatte. Dieterich verlegte in seiner Dieterich’schen Verlagsbuchhandlung, die er 1766 eröffnet hatte, unter anderem den Göttinger Musenalmanach. Ein dritter Besuch Göttingens 1774 brachte Charlotte von Einem in Kontakt mit der Literatur des Göttinger Hainbunds. Sie lernte Werke von Ludwig Heinrich Christoph Hölty, Gottfried August Bürger, Johann Heinrich Voß und Johann Martin Miller kennen und machte durch Boies Vermittlung auch die persönliche Bekanntschaft mit Miller und Hölty.

„Miller war verschlossen und steif. Hölty annähernd und forschend und Boie hatte große Freude sie uns näher zu bringen denn sie waren damals eben aufgehende Sonnen am Firmamente der Poesie und B. war derjenige welcher ihre Namen ins große Buch für die Nachwelt Einschrieb.“

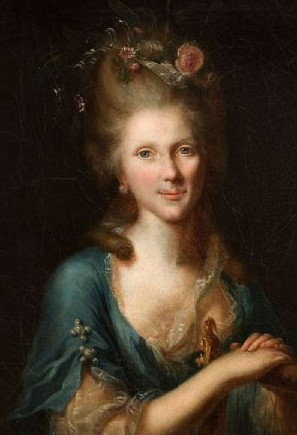
Johann Heinrich Tischbein der Ältere (1722–1789): Philippine Engelhard, geb. Gatterer (1780)

Johann Heinrich Voß besuchte Charlotte von Einem noch im selben Jahr in Münden, wie die Verbindung zum Göttinger Hainbund auch die Bekanntschaft mit zahlreichen weiteren bekannten Schriftstellern der Zeit wie Georg Forster, Friedrich Gottlieb Klopstock, Johann Anton Leisewitz und Johann Friedrich Hahn förderte, die Charlotte von Einem in Münden besuchten. Johann Martin Miller stand 1775 kurz vor der Verlobung mit Charlotte von Einem, von der sie jedoch Abstand nahm. In einem Brief an Voß schilderte Miller den Beginn der Liebesbeziehung zu Charlotte von Einem und verwendete diese Schilderung 1776 für seinen Roman Siegwart. Eine Klostergeschichte, in der Charlotte von Einem unter dem Namen „Therese“ dargestellt wird.
Hölty soll sein Gedicht Entzückung Charlotte von Einem gewidmet haben  und nannte sie in einem Brief an Miller „das kleine Entzücken“. Er wurde ein regelmäßiger Besucher des kleinen Lesezirkels, den von Einems Vater in Münden etabliert hatte. Durch seine Beziehungen zu Dieterich wurden hier die aktuellen Werke der Zeit besprochen, so unter anderem Johann Wolfgang von Goethes Die Leiden des jungen Werther, das sogar mit Charlotte von Einem als Lotte als Theaterstück nachgespielt wurde. Mit Hölty führte Charlotte von Einem zudem „eine lebhafte Correspondenz“. Auch mit Boie stand Charlotte von Einem im Briefwechsel, da der persönliche Kontakt nach Boies Umzug nach Hannover abbrach.
Charlotte von Einem lernte durch Vermittlung Dieterichs 1776 die Schriftstellerin Philippine Engelhard kennen, mit der sie bis an ihr Lebensende eng befreundet war. Philippine Engelhard veröffentlichte unter anderem vier Gedichte, die sie Charlotte von Einem widmete, so ihr Werk Brief an Charlotten. Im selben Jahr begann Charlotte von Einem einen intensiven Briefwechsel mit Anton Matthias Sprickmann, der sie in Münden besucht hatte und mit dem sie eine Liebesbeziehung begann. Abraham Gotthelf Kästner und das Ehepaar Dorothea Friderika und Ernst Gottfried Baldinger zählten zu gern gesehenen Gästen in Münden.

### Ehefrau und Mutter
Am 9. Januar 1785 heiratete Charlotte von Einem den Kaufmann Johann Karl Heinrich Emminghaus (1752–1826) und zog mit ihm nach Erfurt. Bis 1795 kamen sechs Kinder zur Welt, von denen zwei Töchter zeitig starben. Da die Ehe mit Emminghaus nicht von Liebe geprägt war, wandte Charlotte von Einem ihre ganze Liebe auf ihre Kinder, was Philippine Engelhard zu den Gedichtzeilen veranlasste:
Von Mündener Lotte, jetzt voll Fleiß
Nur noch da für ihrer Kinder Kreis.
Charlotte von Einems Vater Johann Konrad von Einem zog 1797 zu seiner Tochter nach Erfurt, wo er 1799 verstarb. Im Jahr 1808 zog die Familie nach Gotha, wo Charlotte von Einem 1814 ihren langjährigen Freund Anton Matthias Sprickmann wieder traf. Ab 1824 schrieb Charlotte von Einem ihre Jugendgeschichte, brach sie jedoch 1826 im zweiten Kapitel ab. Grund dafür soll unter anderem der Tod ihres Ehemannes gewesen sein, der laut Philippine Engelhard vor Kummer über den Bankrott seines Handels starb. Sieben Jahre nach ihrem Mann starb Charlotte von Einem in Gotha.

## Nachwirken
Neunzig Jahre nach Charlotte von Einems Tod fand eine Wiederentdeckung der Briefautorin statt. Julius Steinberger gab 1923 Briefe und die Jugenderinnerungen bei der Vereinigung Göttinger Jugendfreunde heraus. Die Veröffentlichung umfasste dabei Briefwechsel Charlotte von Einems mit Hölty, Voß, Boie, Overbeck und anderen Autoren des 18. Jahrhunderts. Ortrun Niethammer und Petra Wulbusch veröffentlichten das biografische Fragment Charlotte von Einems unter dem Titel Jugendgeschichte mit zahlreichen Anmerkungen auch zu Fehlern innerhalb des Textes 1994 in der Anthologie Ich wünschte so gar gelehrt zu werden. Der Nachlass Charlotte von Einems wird heute in der Niedersächsischen Staats- und Universitätsbibliothek Göttingen aufbewahrt und enthält neben Briefwechseln und Porträts auch zahlreiche Schattenrisse der Mitglieder des Göttinger Hainbundes.